# Distretto di Seka
Il distretto di Seka (in thailandese: เซกา) è un distretto (amphoe) della Thailandia, situato nella provincia di Bueng Kan.